# Běleč nad Orlicí
Běleč nad Orlicí es una localidad del distrito de Hradec Králové, en la región de Hradec Králové, República Checa. Tiene una población estimada, a principios del año 2021, de 382 habitantes.
Está ubicada al sur de la región, a unos 100 km al este de Praga, cerca de la orilla de los ríos Elba y Orlice —un afluente del anterior—, y de la frontera con las regiones de Bohemia Central y Pardubice.